# Piet Leemhuis
Peter Adrianus (Piet) Leemhuis (Amsterdam, 4 augustus 1916 – Arnhem, 13 februari 2005) was een Nederlands voetballer.

## Biografie
Piet Leemhuis was de zoon van Adrianus Leemhuis en Maria Margaretha Wolf. Hij trouwde in juni 1947 met Maria Elisabeth (Riet) Heijnes.
Hij speelde van 1938 tot 1947 bij AFC Ajax als middenvelder. Van zijn debuut in het kampioenschap op 22 januari 1939 tegen Feyenoord tot zijn laatste wedstrijd op 23 maart 1947 tegen Emma speelde Leemhuis in totaal 84 wedstrijden en scoorde één doelpunt in het eerste elftal van Ajax.

## Statistieken
| Club  | Seizoen | Competitie | Competitie | Beker | Beker | Totaal | Totaal |
| Club  | Seizoen | Wed.       | Dlp.       | Wed.  | Dlp.  | Wed.   | Dlp.   |
| ----- | ------- | ---------- | ---------- | ----- | ----- | ------ | ------ |
| Ajax  | 1938/39 | 11         | 0          | -     | -     | 11     | 0      |
| Ajax  | 1939/40 | 4          | 0          | -     | -     | 4      | 0      |
| Ajax  | 1940/41 | 16         | 0          | -     | -     | 16     | 0      |
| Ajax  | 1941/42 | 16         | 0          | -     | -     | 16     | 0      |
| Ajax  | 1942/43 | 5          | 1          | ?     | ?     | 5      | 1      |
| Ajax  | 1945/46 | 28         | 0          | ?     | ?     | 28     | 0      |
| Ajax  | 1946/47 | 4          | 0          | ?     | ?     | 4      | 0      |
| Total | Total   | 84         | 1          | ?     | ?     | 84     | 1      |